# Kožany
Kožany est un village de Slovaquie situé dans la région de Prešov.

## Histoire
Première mention écrite du village en 1427.

## Démographie

### Évolution de la population
| Année:               | 1994. | 2004.   | 2014.    | 2024.    |
| -------------------- | ----- | ------- | -------- | -------- |
| Nombre de personnes: | 128   | 138     | 119      | 102      |
| Différence:          |       | +7,81 % | -13,76 % | -14,28 % |

| Année:               | 2023. | 2024.   |
| -------------------- | ----- | ------- |
| Nombre de personnes: | 99    | 102     |
| Différence:          |       | +3,03 % |